# Külügyminisztérium (Amerikai Egyesült Államok)
Az Egyesült Államok Külügyminisztériuma (Department of State, röviden DOS), vagy egyszerűen a Külügyminisztérium, az Egyesült Államok szövetségi kormányának az ország külügyeiért felelős végrehajtó ága. Más országok külügyminisztériumával egyenértékűen elsődleges feladatai az Egyesült Államok elnökének tanácsadása a nemzetközi kapcsolatok terén, diplomáciai missziók irányítása, nemzetközi szerződések és megállapodások tárgyalása, állampolgárok védelme külföldön és az Egyesült Államok képviselete az Egyesült Nemzetek Szervezetében. A minisztérium székhelye a Harry S. Truman épületben található, néhány háztömbnyire a Fehér Háztól, Washington Foggy Bottom negyedében; a „Foggy Bottom” kifejezést ezért néha metonímiaként használják.
Az 1789-ben alapított Külügyminisztérium az Egyesült Államok végrehajtó hatalmának első adminisztratív ága, a legnagyobb hatalommal rendelkező és legtekintélyesebb végrehajtó ügynökségek közé tartozik. Vezetője az Egyesült Államok külügyminisztere, aki közvetlenül az Egyesült Államok elnökének felel, és a kabinet tagja. Az amerikai külügyminisztert angolul „secretary of state” (tükörfordítással: államtitkár) néven ismerik, de ettől függetlenül szerepköre megegyezik más országok külügyminisztereivel, a szövetségi kormány fő diplomatája és külföldi képviselője, valamint az első kabinet-tisztviselő a rangsorban, és az elnöki utódlási sorban. A pozíciót jelenleg Marco Rubio tölti be, akit Donald Trump elnök nevezett ki, és az Egyesült Államok Szenátusa 2025. január 20-án 99–0 szavazási arányban megerősített.
2024-es adatok szerint a Külügyminisztérium 271 diplomáciai kirendeltséget tartott fenn világszerte, egyedül a Kínai Népköztársaság Külügyminisztériumának van több. Emellett irányítja az Egyesült Államok Külügyminisztériumát, diplomáciai képzést nyújt az amerikai tisztviselőknek és katonai személyzetnek, részleges joghatóságot gyakorol a bevándorlás felett, és különféle szolgáltatásokat nyújt az amerikaiaknak, például útlevelek és vízumok kiadását, külföldi utazási tanácsok közzétételét és a külföldi kereskedelmi kapcsolatok előmozdítását. A minisztérium igazgatja a legrégebbi amerikai polgári hírszerző ügynökséget, a Hírszerzési és Kutatási Irodát (INR), és fenntart egy bűnüldözési ágat, a Diplomáciai Biztonsági Szolgálatot (DSS).

## Fordítás
Ez a szócikk részben vagy egészben  az   United States Department of State című angol Wikipédia-szócikk ezen változatának fordításán alapul.  Az eredeti cikk szerkesztőit annak laptörténete sorolja fel. Ez a jelzés csupán a megfogalmazás eredetét és a szerzői jogokat jelzi, nem szolgál a cikkben szereplő információk forrásmegjelöléseként.